# Us (Peter Gabriel)
Us (Wij, tegenover zij) is het zesde studioalbum van Peter Gabriel. 

## Inleiding
Het werd in september 1992 uitgegeven door zijn eigen platenlabel Real World Records (PGCD7). Het album volgde op een periode van relatieve stilte na de release van zijn filmmuziek voor Passion: Music for The Last Temptation of Christ, maar ook de zes jaar pauze na het vorige studioalbum So is opvallend. Gabriel verwerkte zijn persoonlijke situatie in de liedteksten, met name zijn echtscheiding (en verlies van contact met zijn kinderen) eindjaren tachtig en zijn daarop volgende relatie met actrice Rosanna Arquette. Een ander punt was destijds, dat Gabriel zichzelf vaak zag afgeschilderd als excentrieke miljonair en eeuwige goeddoener met zijn concerten voor Amnesty International en organisatie van WOMAD. Met dit album wilde hij wat meer nadruk leggen op zijn slechte kanten, die hij ontdekt had bij groepstherapie. De stilte tijd had hij ook gebruikt om zijn eigen geluidsstudio te bouwen. Gabriel promootte het album onder meer door een interactieve campagne met software voor Apple Macintosh-computers. Na release ging Gabriel en zijn band op een langdurige tournee over de gehele wereld onder de titel Secret world live, waarvan opnamen werd gemaakt voor het album Secret world live. Na de eerste uitgave volgden nog een aantal heruitgaven.  

## Ontvangst
Het album werd positief ontvangen; het kwam in diverse landen in de albumlijsten terecht. Topnoteringen waren er in Engeland (een tweede plaats; op de eerste plaats stond REM met Automatic for the People) en de Verenigde Staten (top-tien notering). In Nederland haalde het een achtste notering; alleen in Duitsland wist het een eerste plaats te halen.

## Musici
- Peter Gabriel – zang (alle tracks), toetsinstrumenten (alle tracks), triangel (track 1), programmeerwerk (tracks 1, 2, 7–10), synthbas (tracks 1, 3, 7, 9, 10), percussie (tracks 2, 4, 9), valiha (track 2), blaasarrangement (track 4), harmonica (track 9), Mexicaanse fluit (track 10)
- Tony Levin – basgitaar (tracks 1–7 en 10)
- David Rhodes – gitaar (tracks 1, 2, 4, 5, 7–10), twaalfsnarige gitaar (track 3), solo gitaar (track 4)
- Manu Katché – drumstel (tracks 1, 6, 7), elektrisch drumstel (tracks 2, 4, 5, 10), percussie (track 10)
- The Babacar Faye Drummers – sabar, drum (tracks 1 en 4)
- Doudou N'Diaye Rose – programmeerwerk (tracks 1 en 10)
- David Bottrill – programmeerwerk (tracks 1–4, 7, 10), aanvullend programmeerwerk (tracks 5 en 9), geluidstechnicus
- Chris Ormston – doedelzak (track 1)
- Daniel Lanois – shaker (track 1), gitaar (tracks 1, 10), ondersteunende zang (track 1), hi-hat (track 3), zang (track 3), blaasarrangement (track 4), dobro op (tracks 8, 10)

- Richard Blair – aanvullende toetsen (track 1), programmeerwerk (tracks 4, 5, 7, 9), aanvullend programmeerwerk (tracks 2, 3)
- Levon Minassian –  duduk (tracks 1, 3, 8)
- Sinéad O'Connor – zang (tracks 1, 3)
- Dmitri Pokrovsky Ensemble – zang (track 1)
- Hossam Ramzy – tabla (track 2), surdo (track 7)
- Daryl Johnson – drumstel (track 2)
- William Orbit – programmeerwerk (track 2), aanvullend programmeerwerk (track 5)
- Bill Dillon – gitaar (tracks 2, 5)
- Mark Rivera – altsaxofoon (tracks 4, 6)
- Brian Eno – aanvullende toetsen (track 2)
- L. Shankar – viool (tracks 2, 3, 5, 8)
- Caroline Lavelle – cello (tracks 2, 6, 10), strijkarrangement (track 2)
- Wil Malone – strijkarrangement (track 2, 6)
- Jonny Dollar – strijkarrangement (track 2, 6)
- Richard Evans – ondersteunend technicus (track 2), mixtechnicus (track 8), mandoline (track 8)

- Gus Isidore – bridge gitaar (track 3)
- Richard Chappell – mix (track 3)
- Leo Nocentelli – gitaar (tracks 4, 7)
- Tim Green – tenorsaxofoon (tracks 4, 6)
- Reggie Houston – baritonsaxofoon (tracks 4, 6)
- Renard Poché – trombone (tracks 4, 6)
- Wayne Jackson – trompet (track 4), cornet (track 6)
- Kudsi Erguner – ney (track 5), shaker (track 4)
- Ayub Ogada – zang (track 5, 7)
- Malcolm Burn – blaasarrangement (track 6), aanvullende synth cello (track 10)
- Babacar Faye – djembe (tracks 7, 8)
- Assane Thiam – talking drum (track 7, 8)
- Peter Hammill – zang (track 7)
- Richard Macphail – zang (track 7)
- John Paul Jones – surdo (track 8), basgitaar (track 8), toetsen (track 8)
- Adzido Pan African Dance Ensemble – aanvullende percussie voor een loop (track 9)
- Manny Elias – Senegalese shakers (track 9)
- Marilyn McFarlane – zang (track 9)

## Muziek
| Nr. | Titel                    | Duur |
| --- | ------------------------ | ---- |
| 1.  | Come talk to me          | 7:06 |
| 2.  | Love to be loved         | 5:18 |
| 3.  | Blood of Eden            | 6:38 |
| 4.  | Steam                    | 6:03 |
| 5.  | Only us                  | 6:30 |
| 6.  | Washing of the water     | 3:52 |
| 7.  | Digging in the Dirt      | 5:18 |
| 8.  | Fourteen black paintings | 4:38 |
| 9.  | Kiss that frog           | 5:20 |
| 10. | Secret world             | 7:03 |

Digging in the dirt, Steam, Blood of Eden en Kiss that frog werden als single uitgegeven. 